# 崔高客
崔高客（？—？），一作高容，清河郡（今河北省衡水市）人，南齐、北魏官员。

## 生平
崔高客博学，善写文书奏札，风流雅致。永元二年（500年），崔高客参与了裴叔业归附北魏的行动，在北魏官至散骑侍郎，出任扬洲开府掾，兼任陈留郡太守，在任内去世。